# 実体
実体（じったい、英: substance, 羅: substantia, 古希: οὐσία ; ousia）は、古代ギリシアから使われている古典的な哲学用語。文脈によって様々な意味をもつが、基本的には「真に存在するもの」を意味する。

## 概論
性質や様態や状況のように存在しているものに属していたり、それによって構成されているがゆえに存在しているかのごとく見える（あるいは二次的に存在している）ものではなく、「本当に存在している」ものを指していう。その様々な特性が、属性と呼ばれる。
ギリシア哲学におけるウーシア、およびその同義語としてのヒュポスタシスに由来し、西欧語では substantia 系統の語で表される。ラテン語の語源はsub-sistere（「下に・基に-存立する」の意）。現代語の例として、英語・フランス語では substance、ドイツ語ではSubstanz。「本質」および「実在」とは語源的にも哲学的にも深い関連を有する。
中畑正志によれば、日本語の「実体」という漢語は、明治時代の西周が英語の「substance」に当てた訳語である。「実体」という漢語の用例は近代以前からあるが、基本的には「実質」「正体」のような意味で、哲学用語の「substance」とは似た部分もあるが必ずしも対応しない。なお、井上哲次郎等著『哲学字彙』では、「substance」を「実体」ではなく「本質」または「太極」と訳し、代わりに「実体」を複数の言葉（Thing in itself, Noumenon, entity, reality, substratum）に当てている。そのほか、近世のイエズス会士による『日葡辞書』では、「Iittai」（Jittai, 実体）を「Macotono tai. Verdadera substancia」、「Tai」（体）を「Substancia」、「Taiyô」（体用）を「Substancia & accidente」と説明している。

### パルメニデスとエレア学派
実体の概念は、素材的な実質という面ではミレトス学派の「アルケー」に起源を持っているが、むしろパルメニデスが創始したエレア学派の「存在」についての思考に負うところが大きい。エレア学派は物事を考える上で誰しも前提にせざるを得ない同一律、矛盾律を厳密に突き詰めれば、生成変化は有り得ないと結論せざるを得ない、と考えた。ものはあるかないかである。あるものはあるし、ないものはない、と。
ところで、ものが別のものに変わるとすれば、あるものがなくなり、なかったものがあるようになる。しかし、エレア学派によればものはあるかないかなのであるから、このなくなったものとあるようになったものが、同じ何かであるという根拠はどこにもない（この議論の文脈においては、「である」と「がある」の区別はあいまいである）。二つの対象が、端的に異なる対象なのではなく、ひとつの対象の生成変化であるというためには、どこかの時点で、この対象は、或るものでもあり、かつ別のものでもある、ということが許されなければならない。しかし、これは矛盾律（Aは非Aではない）に反する。どれほど似ていようと、どれかの時点についていう限り，どの時点に於いても、そのものは、Aであるか、そうでないかのどちらかでしかない。
とはいえ、現実には生成変化は観測される。生成変化するものは、まさしくそれゆえに、実在していない。生成変化は、感覚が欺かれた結果なのであり、経験的対象も、真に存在する対象ではないがゆえに生成変化する。このような論理から要請された、「真に存在するもの」が「実体」である。

### レウキッポスとデモクリトス
このようなパルメニデスとエレア学派の論点を考慮にいれつつ、しかも存在するものの多数性と生成変化の事実とを肯定しようとして、その後レウキッポスとデモクリトスは原子論を唱えた。彼らは、生成消滅しない無数の原子（アトム）と空虚（ケノン）が真に存在すると考え、また、空虚における原子の離合集散が感覚的対象やその生成変化を生じさせるとした。

### その他
一般的には、別のより基本的なものの特定の様態に我々が同一性を見出しているにすぎない、という論法で、大抵の存在者（主語）は、属性・様態（述語）として解釈し直すことが出来る。存在したりしなかったりするのは、主語であって述語ではない。ラッセルの記述理論での操作のように、主語としての「森」は、「それが森であること」として述語の形に書き直すことができる。このようにして、厳密に定義できなかったり、主観によって存在しているかいなか意見がわかれうるようなものが「存在しているもの」から、「存在しているものの状態」へと格下げされ、実在、実体が探求されてきた。
- プラトンは、生成変化する現象界にその根拠を与えるイデアの世界を考えた上、真に存在する実体は、感覚でなく理性によって捉えられるイデアのみであるとした。
- アリストテレスは種・類などの普遍者（第二実体）と対比された具体的個物を（第一）実体（述語によって記述され、自らは述語にはならない、基体＝ヒュポケイメノン/subjectum/主語/主体）として考えた。他方では、質料と対比された形相を第一の実体ともしている。
- デカルトは第一原因（それ以上遡れない最初の原因）である神（無限実体）以外には依存しないものである物体（＝空間）と精神（＝意識）を（有限）実体であるとした（心身二元論）。そして物質という実体は属性として延長を持ち様態として位置や運動等を持ち、精神という実体は属性として思惟を持ち様態として感情や表象等を持つとした。このような精神的なものから物質的なものを切り離して論じることが可能であるとする考えは、近世以降における自然科学の発達において重要な支柱となった。物質的な現象を考察する上で、物質的な原因だけを考慮すればよくなったからである。しかし、精神と身体が異なる実体であるとする議論は、その相互作用の説明の困難を提起せざるを得なかった。本質的に同じ問題は現在でも心身問題、心の哲学などで様々に論じられている。
- スピノザは、神をおいて実体はないと考えた。スピノザは、持続の概念の下に様態（後述）の存在のみを説明し得るのに対し、実体の存在は永遠の概念の下にのみ説明されうるとしている。またスピノザにあっては、延長と思惟はデカルトと異なり、唯一の実体である神の永遠無限の本質を表現する属性である。そして、個別のたとえば物体は延長という属性のひとつの様態である。いわば、パラメータの項が属性であり、その項を満たす値が様態なのである。この場合、属性が異なるもの（スピノザの体系に従えば、これは勿論、実体ではなく様態である）は互いに作用できない。このように考えるとき、精神と物体は同一の実体の異なる属性における表現なのであるから、精神と身体の相互作用というデカルト的問題はそもそも生じない（心身平行論）。
- ライプニッツはかれの実体のモデルとしてモナドを考えた。「本当に存在している」ものを、集合体と要素という観点から考えたとき、集合的に構成されたものは当然に、一次的に存在しているとは言えず、その構成要素から、その存在を受け取っているものと考えるほかない。と、いうことは、ものを要素へと分割していけば、いつかは、「本当に存在している」ものでかつ「まったく要素を持たない厳密に単純な」ものへとたどり着くはずである。このような論理から出てくる非延長的な実体がモナドであった。このモナドは相互作用するかに見える（予定調和）が、それにもかかわらずモナドは、全体としての世界を反映しつつ（モナドは鏡である）、相互に独立している（窓がない）ものと説かれる。
- ヘーゲルはスピノザの唯一の実体である神は自己原因であるという考えを批判的に継受しながら、実体は、絶対知へと自己展開する精神であり、主体として考えるべきだとした。ここでの主体概念には、人格的な、行為や対立の担い手という意味がそれまでの古代や中世とは異なり付与されている。現実Wirklichkeitに存在するものは合理的であり、その相互対立の弁証法によってますます絶対知の完成へと自己展開していく。そのような意味で、実体は対立を乗り越えて完成へと向かう主体なのである。
- ニーチェは実体を、生成の観点から批判した。一方、アリストテレスは実体を（『生成消滅論』の第一章で）生成消滅のうちにあると見ているのでニーチェと対立している。
- ソシュールは語が実体を所記とすると見ることを錯視とした。語は実体を所記とするのではなく「価値」を所記とするforme（形式）なのだとした。[3]